# Луговая мирмика

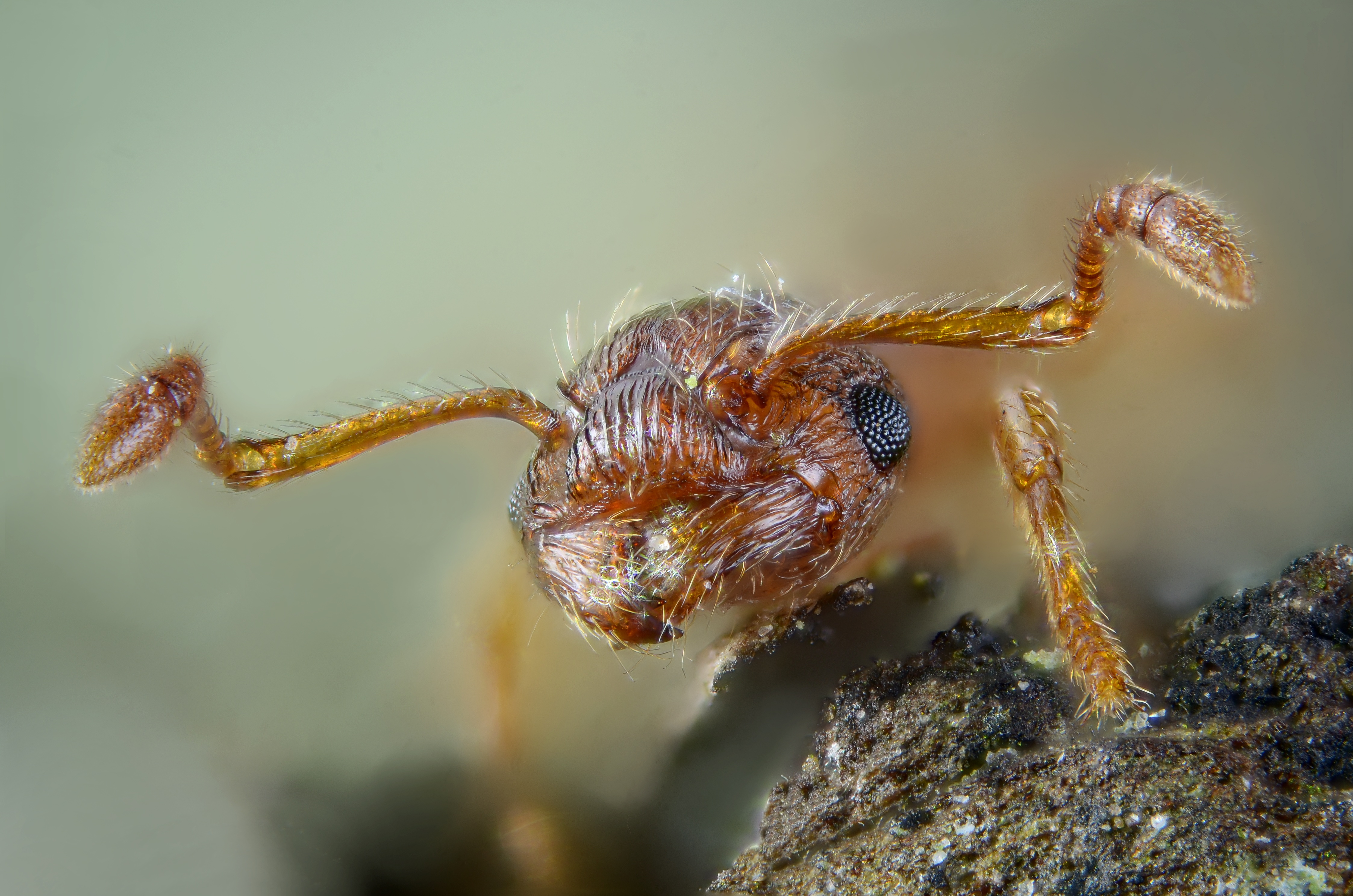

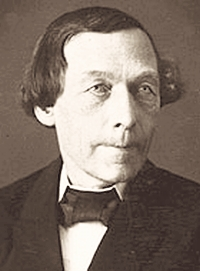
Профессор Вильям Нюландер (William Nylander, 1822—1899) в 1849 году впервые описал этот вид

Луговая мирмика (лат. Myrmica rugulosa) — вид мелких муравьёв рода Myrmica (подсемейство мирмицины).

## Распространение
Европа (центральная, южная, восточная), на север до Дании и Швеции, на юго-восток до России, Болгарии, Румынии и Грузии. Все ранние указания восточнее Урала относятся к другому виду (Myrmica gallienii).

## Систематика
Близок к видам Myrmica gallienii и Myrmica constricta из видового комплекса Myrmica rugulosa-complex, входящего в состав группы Myrmica scabrinodis-group. Вид был впервые описан в 1849 году финским натуралистом Вильямом Нюландером (William Nylander, 1822—1899).

## Описание
Мелкие желтовато-оранжевые муравьи длиной 3—4 мм с короткими шипиками заднегруди. Стебелёк между грудкой и брюшком состоит из двух члеников: петиолюса и постпетиолюса (последний четко отделен от брюшка), жало развито, куколки голые (без кокона). Термофильный вид, предпочитающий сухие луга и открытые биотопы, лесные опушки и поляны. Муравейники почвенные, без внешних построек, относительно многочисленные, полигинные (в семьях от 1000 до нескольких тысяч муравьёв и несколько маток). Брачный лёт происходит в августе и сентябре. Служит хозяином для социального паразита вида Myrmica karavajevi.
В лабораторных условиях доказана возможность выращивания гусениц бабочек-голубянок Maculinea (Maculinea teleius (Lepidoptera, Lycaenidae) в муравейниках Myrmica rugulosa.

### Биохимия
В составе различных желёз обнаружены следующие феромонные вещества:
- E,E-alpha-farnesene (C15H24, или (E,E)-3,7,11-триметил-1,3,6,10-додекатетраен) в дюфуровых желёзах[5];
- пентадекан (C15H32); Z,E-alpha-homofarnesene (C16H26 или (Z,E)-3-этил-7,11-диметилтридека-1,3,6,10-тетраен) в дюфуровых желёзах[5];
- Z,E-bishomofarnesene (C17H28 или (Z,E)-7-этил-3,11-диметил-1,3,6,10-тридекатетраен) и другие[5]
- 2,5-диметил-3-этилпиразин (C8H12N2, следовой феромон)[6].

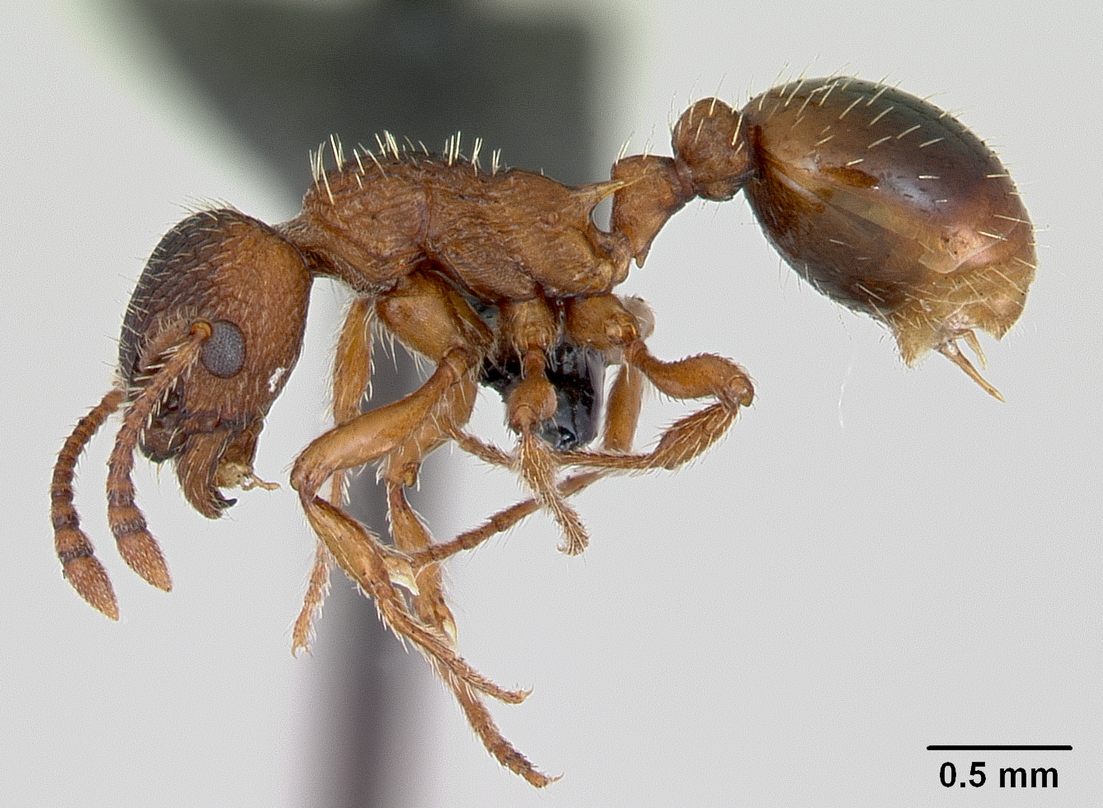
Рабочий сбоку
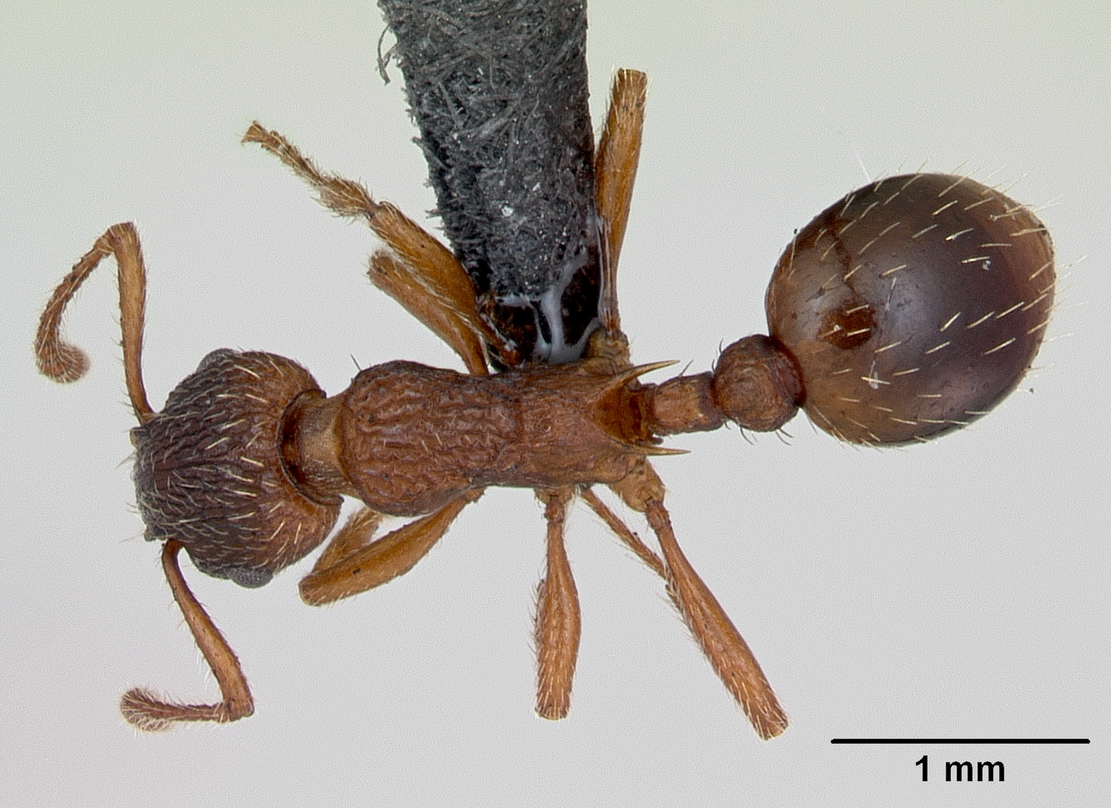
Рабочий сверху
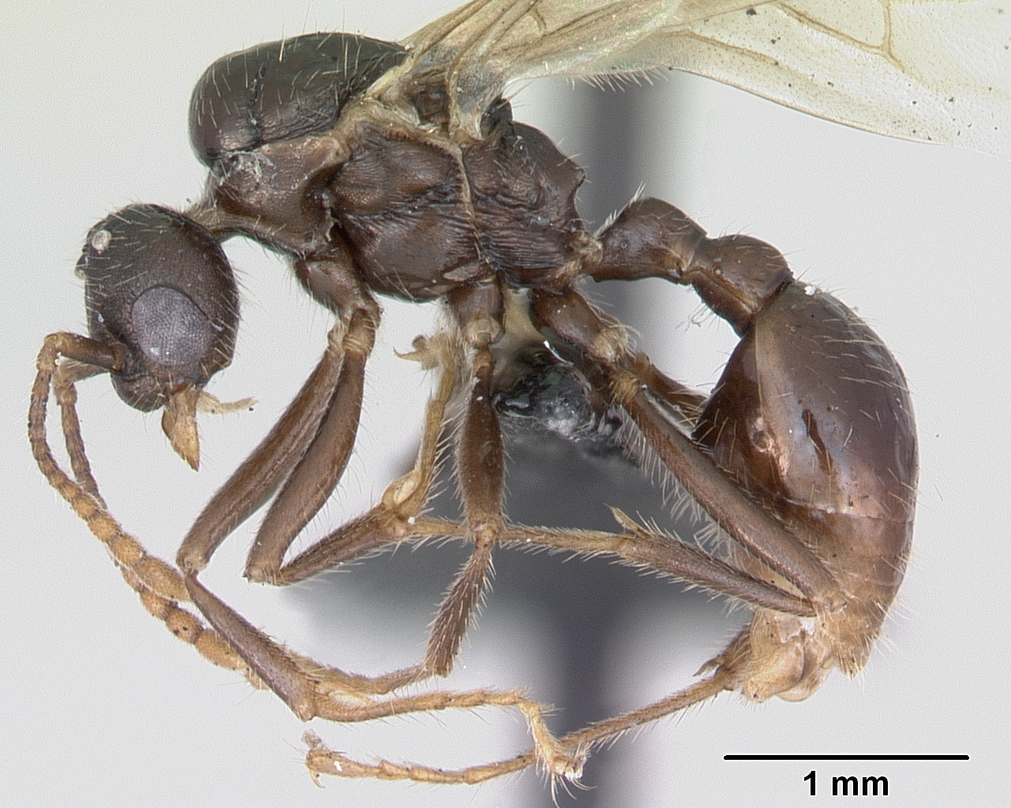
Крылатый самец
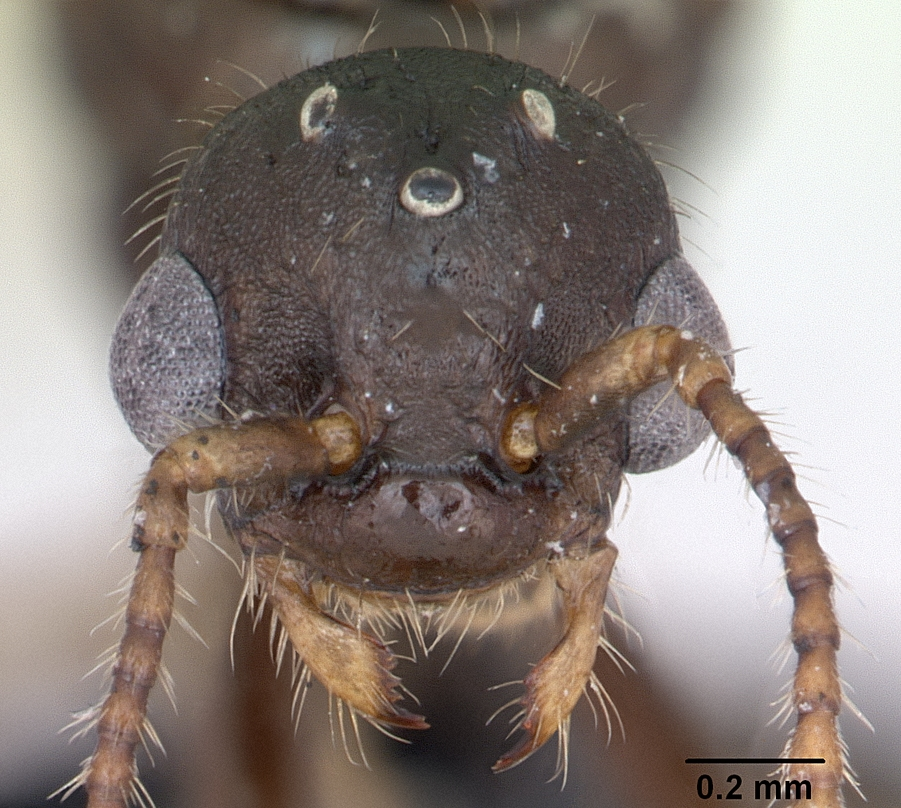
Голова самца
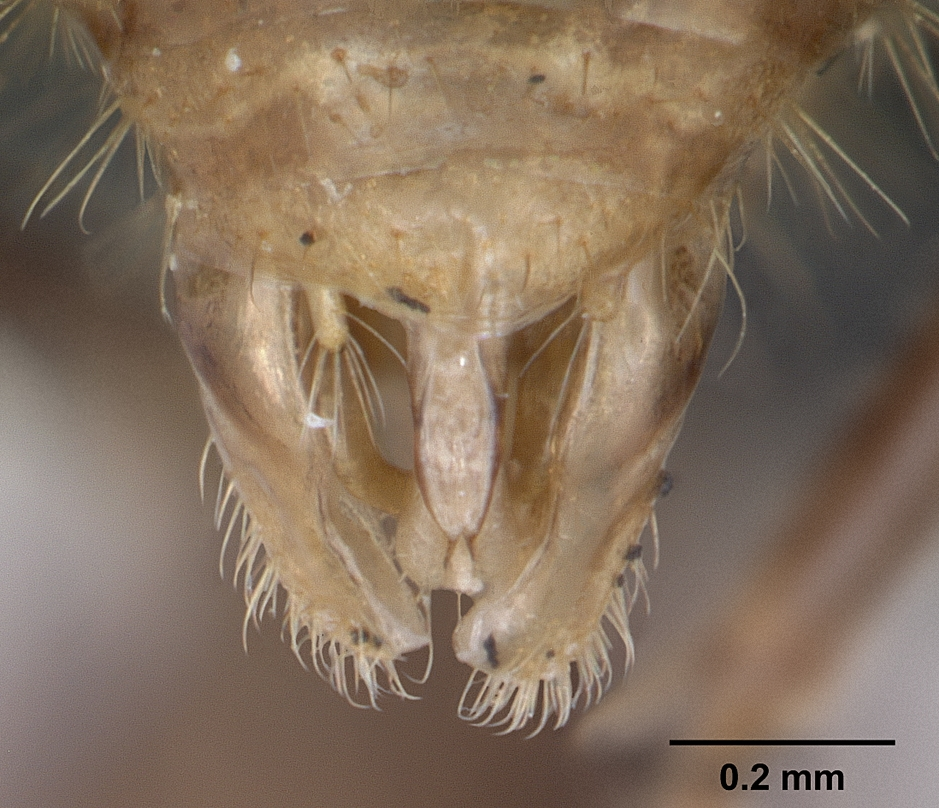
Гениталии самца
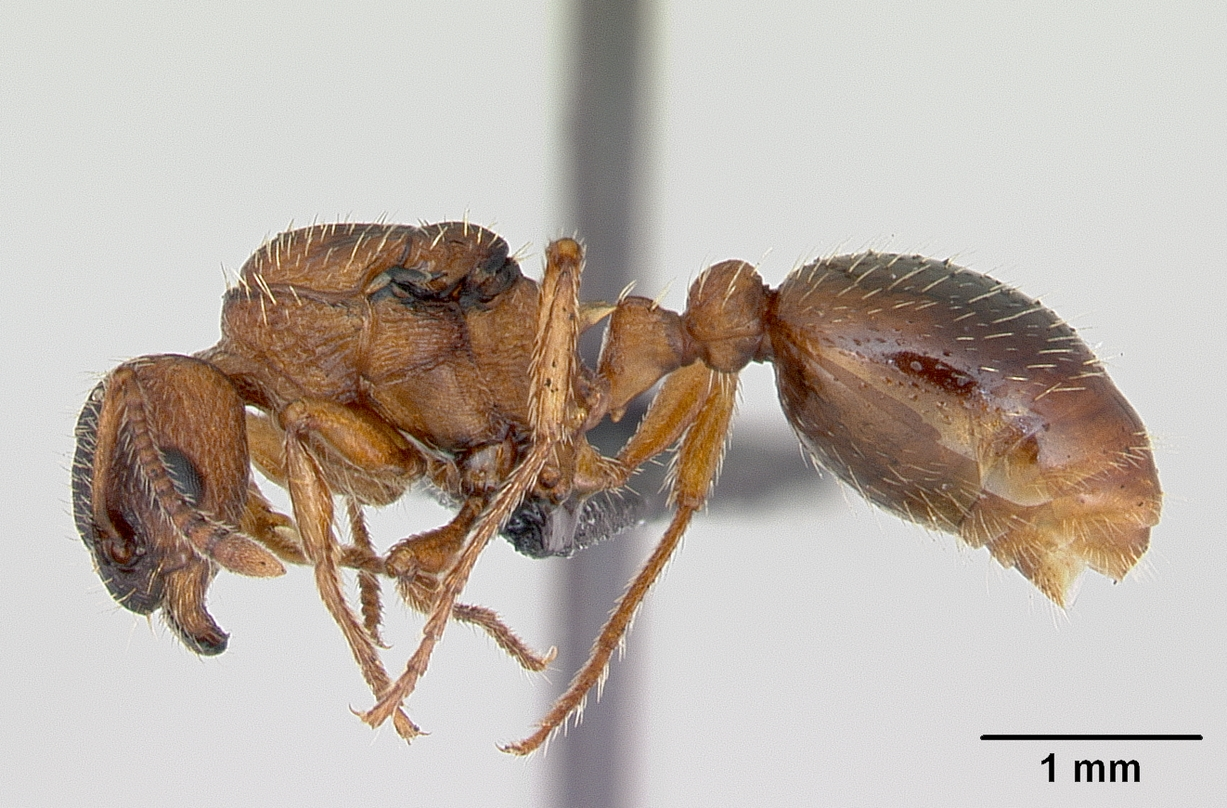
Самка сбоку
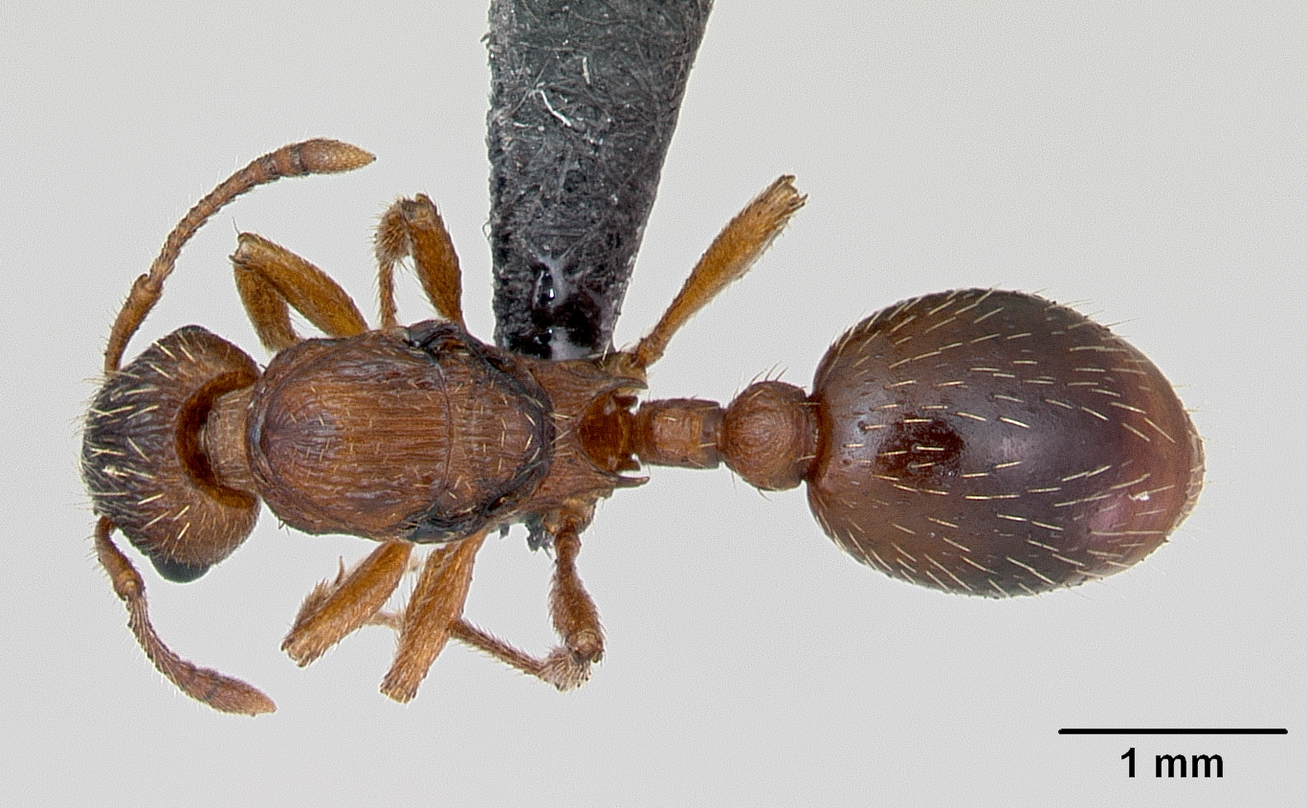
Самка сверху